# Активность катализатора
Активность катализатора, или каталитическая активность, — характеристика катализатора, выражающая его свойство ускорять химическую реакцию. Чем выше активность катализатора, тем большей скорости химической реакции можно с помощью данного катализатора добиться.

## Факторы зависимости
Высокая активность катализатора — главное требование, предъявляемое к нему. Однако активность катализатора может изменяться в результате действия множества факторов, что имеет большое практическое значение. Ниже перечислены некоторые факторы, способные влиять на каталитическую активность.
Активность зависит от количества активных компонентов в составе катализатора. Увеличение их содержания повышает количество активных центров, что влечет за собой возрастание общей активности катализатора при том, что активность каждого отдельного центра остается неизменной.
Активность катализаторов при гетерогенном катализе сильно зависит от размера и состояния их поверхности, поэтому во многих случаях важен способ изготовления катализатора. Так, например, медный катализатор, приготовленный путём термического разложения медных солей в неравновесных условиях, обладает существенной каталитической активностью в реакции гидратации спирта. В противоположность этому электролитическая и химически осажденная медь каталитических свойств в той же самой реакции практически не проявляет.
Активность катализатора может также изменяться вследствие десорбции вещества. К примеру, наблюдалось увеличение каталитической активности цеолита при десорбции аммиака с поверхности катализатора в реакции крекинга кумола.
Значительный вклад в изменение каталитической активности может внести также и температура. К примеру, катализатор может быть активным в определённом температурном диапазоне и гораздо менее активным вне данных температурных пределов. Например, оптимальная активность никелевого катализатора достигается при 320°С, а при температуре более 450°С никель существенно теряет свои каталитические свойства. Платиново-фторовый катализатор с добавкой оксида алюминия в реакции изомеризации н-пентана оптимально активен при температуре 450°С, а при снижении или повышении температуры каталитическая активность снижается.
Активность катализатора снижается в результате процесса, который принято называть старением катализатора. Этот процесс, наиболее вероятно, идет как химически и термически, так и механически, и связан с перекристаллизацией поверхности катализатора, покрытием её пылью, оседанием на ней посторонних веществ и т. д.
Также каталитическая активность изменяется при использовании промоторов и каталитических ядов (см. ниже)

## Определение активности катализатора
Количественно активность определяют, как разницу между скоростью реакции в данных условиях и скоростью той же реакции при отсутствии катализатора. Значение активности используют для сравнительной оценки катализаторов при их подборе, а также для характеристики качества катализатора. В зависимости от вида катализа активность обычно выражают через скорость реакции, отнесенную к единице концентрации, объёма или массы катализатора.

### Гомогенный катализ
Гомогенным принято называть катализ, при котором катализатор и реагирующие вещества находятся в одной фазе. При гомогенном катализе для сравнения и характеристики катализатора используют скорость реакции, отнесенную к единице концентрации катализатора.

### Гетерогенный катализ
При гетерогенном катализе катализатор и реагенты находятся в разных фазах. Обычно катализатором в этом случае служит твёрдое вещество, и все реакции протекают на поверхности катализатора. В этом случае каталитическую активность считают к единице поверхности катализатора, и называют удельной активностью катализатора. На практике обычно стараются наносить катализатор на пористую поверхность, что способствует увеличению площади активной поверхности катализатора и повышает эффективность катализатора при неизменности его линейных размеров.

##### Активность единицы объёма
Каталитическую активность единицы объёма катализатора можно выразить следующей формулой:
W=A×S×η,
где
W — каталитическая активность единицы объёма катализатора; A — удельная активность катализатора, S — полная поверхность катализатора в единице объёма; η — степень использования катализатора.
Поверхность единицы объёма катализатора можно определить размером частиц, составляющих единичное зерно катализатора, и плотностью их размещения. Если размер частиц уменьшается, то активность единицы объёма катализатора растет только в области относительно крупных частиц. При дальнейшем уменьшении их размера на активность начинает влиять внутренняя диффузия, которая осуществляется вначале по молекулярному закону, а далее описывается законами диффузии Кнудсена.
Дальнейшее увеличение активности возможно при переходе к т. н. бидисперсным структурам, состоящим из мелких плотных частиц, соединенных в более крупные пористые частицы. Переход к бидисперсным структурам позволяет увеличить каталитическую активность в 5-8 раз.

##### Число оборотов
Активность катализаторов также можно охарактеризовать числом оборотов (англ. Turnover number) катализатора, который принято считать равным числу молекул реагентов, превращенных одной молекулой катализатора в секунду. Для нуклеофильных и основных катализаторов при нормальных условиях это число составляет 10−7 — 10−2 с− 1, для кислотных и электрофильных — 10−4 — 10−1 с−1, для ферментов — до 106 с−1, а в случае каталитически совершенных ферментов — и до 4×107, как в случае с каталазой.

##### Значения констант
Для сравнения ряда катализаторов используют также значения констант скорости реакции (при неизменности её порядка при использовании различных катализаторов) или энергию активации реакции при сохранении множителя А (характеризующего частоту соударений молекул) в уравнении Аррениуса.

## Единицы измерения
Основная статья: Катал
Согласно Международной системе единиц (СИ) единицей измерения активности катализатора является катал. 1 катал равен активности катализатора, при которой скорость химической реакции увеличивается на 1 моль в секунду.

## Промоторы и каталитические яды
Основная статья: Промоторы
Основная статья: Каталитические яды
Вещество, повышающее каталитическую активность, называют промотором. Например, каталитическая активность оксида ванадия (V) по отношению к реакции окисления диоксида серы повышается при добавлении небольших количеств сульфатов щелочных металлов.
Посторонние вещества, резко снижающие активность катализатора, называют каталитическими ядами. Как правило, это вода или вредные примеси, от которых реагенты перед каталитической реакцией стремятся очистить.